# Paralauterborniella nigrohalteralis
Paralauterborniella nigrohalteralis är en tvåvingeart som först beskrevs av Malloch 1915.  Paralauterborniella nigrohalteralis ingår i släktet Paralauterborniella, och familjen fjädermyggor. Arten är reproducerande i Sverige.